# Дживані (місто)
Дживані (урду جيونى, англ. Jiwani) — портове містечко у Пакистані, складова району Гвадар у провінції Белуджистан.

## Географія
Дживані розташований на крайньому південному заході країни майже на кордоні з Іраном. Півострів, де лежить місто, є східною межею Оманської затоки.

### Клімат
Містечко знаходиться у зоні, котра характеризується кліматом тропічних пустель. Найтепліший місяць — червень із середньою температурою 30.6 °C (87 °F). Найхолодніший місяць — січень, із середньою температурою 18.3 °С (65 °F).
| Клімат Дживані          | Клімат Дживані | Клімат Дживані | Клімат Дживані | Клімат Дживані | Клімат Дживані | Клімат Дживані | Клімат Дживані | Клімат Дживані | Клімат Дживані | Клімат Дживані | Клімат Дживані | Клімат Дживані | Клімат Дживані |
| Показник                | Січ.           | Лют.           | Бер.           | Квіт.          | Трав.          | Черв.          | Лип.           | Серп.          | Вер.           | Жовт.          | Лист.          | Груд.          | Рік            |
| Абсолютний максимум, °C | 31             | 30             | 35             | 45             | 48             | 45             | 41             | 38             | 41             | 40             | 33             | 31             | 48             |
| Середній максимум, °C   | 23             | 25             | 28             | 31             | 34             | 34             | 32             | 31             | 31             | 32             | 28             | 25             | 30             |
| Середня температура, °C | 18             | 20             | 23             | 26             | 29             | 30             | 29             | 28             | 27             | 26             | 23             | 20             | 25             |
| Середній мінімум, °C    | 13             | 15             | 18             | 21             | 25             | 27             | 27             | 26             | 24             | 21             | 18             | 15             | 21             |
| Абсолютний мінімум, °C  | 1              | 6              | 11             | 12             | 19             | 21             | 21             | 22             | 18             | 16             | 10             | 6              | 1              |
| Норма опадів, мм        | 60             | 10             | 20             | 10             | 0              | 0              | 10             | 0              | 0              | 0              | 10             | 40             | 190            |
| Днів з дощем            | 3              | 0              | 1              | 0              | 0              | 0              | 0              | 0              | 0              | 0              | 0              | 2              | 9              |
| Вологість повітря, %    | 64             | 67             | 67             | 69             | 70             | 76             | 78             | 79             | 78             | 71             | 66             | 57             | 70             |
| ----------------------- | -------------- | -------------- | -------------- | -------------- | -------------- | -------------- | -------------- | -------------- | -------------- | -------------- | -------------- | -------------- | -------------- |
| Джерело: Weatherbase    |                |                |                |                |                |                |                |                |                |                |                |                |                |